# 林湖乡
林湖乡是中华人民共和国江苏省泰州市兴化市下辖的一个乡。
境内有一个类似乡级单位——良种场。

## 行政区划
林湖乡下辖以下地区：
魏庄东村、魏庄西村、铁陆村、西丁村、强胜村、朱陈庄村、马家村、湖东村、湾朱村、戴家村、姚富村和朱胖村。

## 文物遗迹
明代政治家、书法家魏应嘉葬于湖东村得胜湖畔其父墓旁。魏府管家荡朱人朱某代为守墓，穷其一生。由此，应嘉墓始称朱家舍，后改称“魏家舍”，今为湖东村魏舍自然村。